# Hormiphora plumosa
Hormiphora plumosa är en kammanetart som beskrevs av L. Agassiz 1860. Hormiphora plumosa ingår i släktet Hormiphora och familjen Pleurobrachiidae. Inga underarter finns listade i Catalogue of Life.